# Katharinenkirche (Barkhausen)

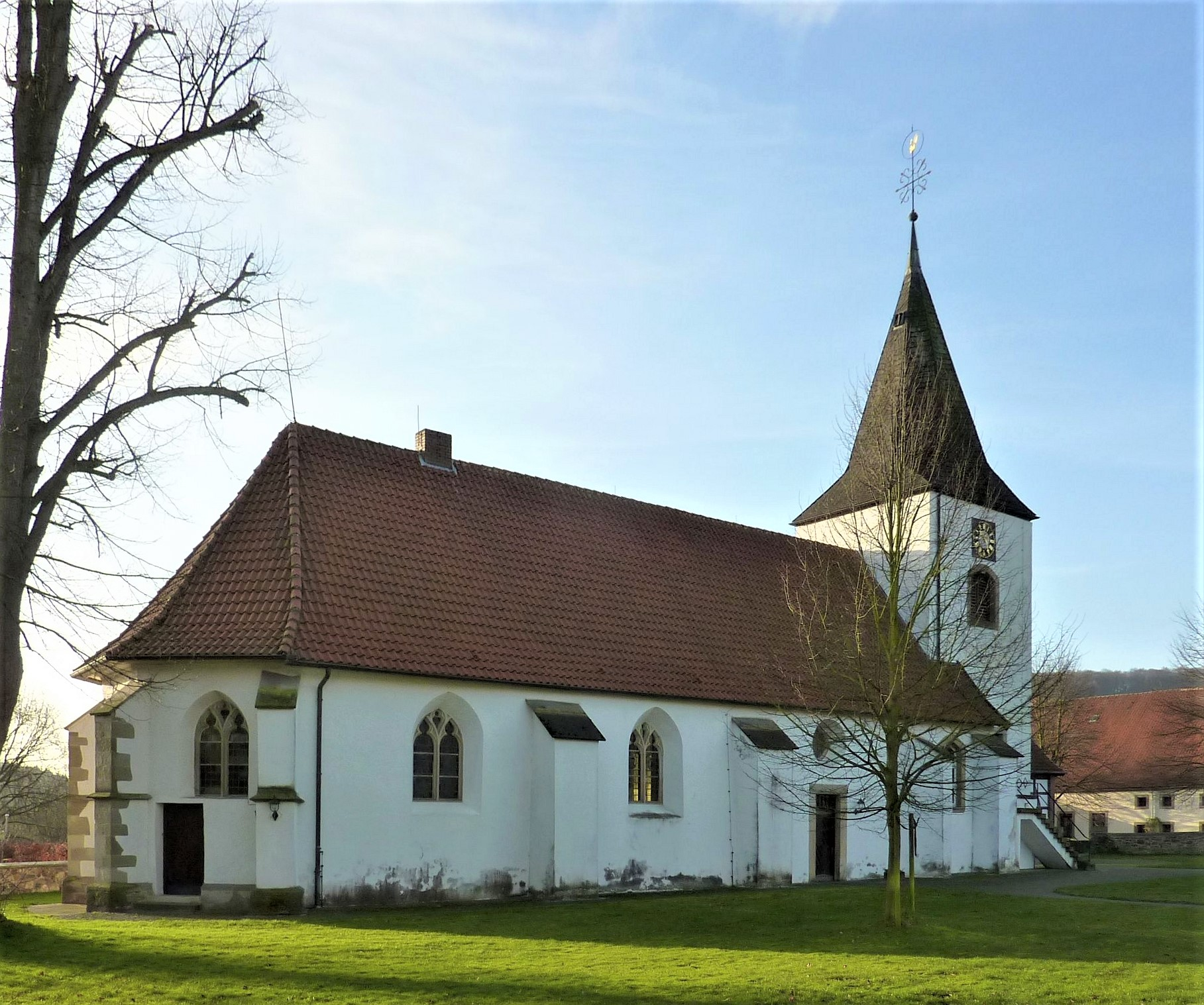
Die Katharinenkirche zu Barkhausen

Die Katharinenkirche im Bad Essener Ortsteil Barkhausen ist eine Kirche der Kirchengemeinde Barkhausen-Rabber, die dem Kirchenkreis Bramsche der Evangelisch-lutherischen Landeskirche Hannovers angehört.

## Baugeschichte und Architektur
Die Kirche in Barkhausen wurde ursprünglich als Kapelle unter dem Patrozinium des St. Martin errichtet, erst später kam St. Katharina hinzu. Die genaue Gründungszeit ist unbekannt. Zur Pfarrkirche wurde sie vermutlich zwischen 1350 und 1460 erhoben.
Die zwei quadratischen Joche des Langhauses der heutigen Katharinenkirche stammen aus der ersten Hälfte des 13. Jahrhunderts. Um 1425, möglicherweise auch früher, wurde der gotische Chor mit 3/8-Schluss ergänzt. 1783 wurde das Schiff nach Westen um ein Joch von halber Tiefe der anderen beiden erweitert und der Westturm angebaut. Von außen ist die Jocheinteilung am Strebewerk zu erkennen.
In den beiden älteren Jochen befinden sich Kreuzgratgewölbe über breiten, rundbogigen Gurtbögen. Ein spitzer Triumphbogen bildet die Verbindung zum Chor. Das neuere Joch ist mit Kreuzgewölbe ausgestattet. Chor und Schiff haben spitzbogige, zweiteilige Fenster mit Maßwerk. Der Eingang in der Nordseite des zweiten Joches stammt laut einer Inschrift aus dem Jahr 1729, über ihm befindet sich ein Rundfenster.

## Kirchenausstattung
Der älteste Teil der Kirchenausstattung ist das gotische Chorgestühl, das wahrscheinlich aus dem Kloster St. Mauritius in Minden stammt. Der geschnitzte Altar im Ohrmuschelstil wurde 1671 gebaut, die darüber angebrachte Orgel 1721. Die Kanzel stammt aus der ersten Hälfte des 17. Jahrhunderts, der Taufengel aus dem 18. Jahrhundert und ein Gelbguss-Kronleuchter von 1772.